# نوبیا
نوبیا (انگلیسی: Nubia) شرکت الکترونیک چینی است، که در سال ۲۰۱۵ تأسیس شد.